# Hui Buh : Le Fantôme du château
Hui Buh : Le Fantôme du château (Hui Buh, das Schlossgespenst) est un long métrage d’animation allemand réalisé par Sebastian Niemann, sorti en 2006.

## Synopsis
À l'arrivée de nouveaux occupants, le fantôme du château (qui n'est autre que le chevalier Baldwin, l'ancien propriétaire à qui un sort a été jeté) tente bien maladroitement de s'en débarrasser.

## Commentaire
Le personnage principal, Hui Buh, créé en 1969 par l'auteur allemand Eberhard Alexander-Burgh, est le héros d'une série de pièces radiophoniques et de livres pour enfants très populaires dans les années 1970.

## Fiche technique
- Titre original : Hui Buh, das Schlossgespenst
- Titre français : Hui Buh : Le Fantôme du château
- Réalisation : Sebastian Niemann
- Scénario :  Sebastian Niemann, Dirk Ahner, d'après Eberhard Alexander-Burgh.
- Musique : Egon Riedel
- Production : Rat Pack Filmproduktion GmbH, Medienfonds GFP, Constantin Film Produktion GmbH
- Pays d'origine : Allemagne
- Format : couleur, 35 mm
- Genre : animation
- Durée : 72 minutes
- Date de sortie : 20 juillet 2006

## Distribution
- Michael Herbig (VFB : Mathieu Moreau) : Hui Buh / le chevalier Baldwin
- Christoph Maria Herbst (VFB : Michel Gervais) : le roi Jules CXI
- Ellenie Salvo Gonzáles (VFB : Séverine Cayron) : Konstanzia
- Heike Makatsch (VFB : Véronique Biefnot) : la comtesse Eléonore de Petitchichi
- Rick Kavanian : Charles
- Nicolas Brimble : Adolar / Daalor
- Martin Short : Tommy

Autres voix françaises
- Antoni Lo Presti
- Valery Benjilali
- Jean-Marc Delhausse
- Olivier Cuvellier
- Louis Langendries
- Robert Dubois
- David Manet
- Pierre Bodson
- Laurence César
- Lionel Bourguet
- Jean-Paul Dermont